# Соломенка (Киев)
Соло́менка (укр. Соло́м'янка) — историческая местность города Киева. Расположена между железной дорогой, улицей Кудряшова и Воздухофлотским проспектом.
Возникла в 1830-е годы как предместье Киева, с 1858 года использовалась как пастбище. В 1857—1858 годах Соломенка вместе с окружающими землями, согласно распоряжению Сената, была отдана в подчинение Киева. Тогда там проживало 68 человек. Бурное развитие поселения привело к прокладыванию железной дороги, постройке вокзала и железнодорожных мастерских (1868—1870 годы). С 1860-х годов Соломенка — рабочее поселение, подразделялась на Нижнюю Соломенку (вокруг современной площади П. Кривоноса) и Верхнюю Соломенку (поблизости от улиц Кавказской и Кубанской). Включает в себя также Железнодорожную Колонию. Название — от большого количества хат с соломенными кровлями. По другим данным название происходит от фуражного рынка, где, в частности, торговали соломой. По мнению краеведа Л. Настенко-Капалета, происхождение топонима не связано с соломой, а происходит от древнерусского «салли» — военная вылазка.
В 1895—1897 годах в селении сооружается каменная Покровская церковь (архитекторы И. Николаев и А.Тезик), которая в настоящее время является наистарейшим храмом Соломенского района.
В 1902—1903 годах существовали планы выделения Соломенки в отдельный город — Александрию. Однако Городская Дума всячески противодействовала этому.
Согласно положению от 2 июня 1910 года Соломенка вместе с предместьями Батыева гора, Кучминым и Протасовым ярами вошла в городские границы. По состоянию на 1916 год население составляло 23384 человека.
Соломенка имела ряд образовательных учреждений — приходское училище (при Покровской церкви), 4-классное высшее начальное училище, гимназия Брагинцевой. С 1914 года существовал кинотеатр. В 1920—1930-е годы имела название Январка (от Январского восстания 1918 года).
В 1923 году в селение была проложена трамвайная линия. В 1960—1970-е годы Соломенка почти полностью была перестроена (со сносом почти всей 1-2-этажной первоначальной застройки), проведена реконструкция её центральной улицы — Урицкого (с 26 апреля 2007 года носит имя Василия Липковского).
Существуют Соломенская улица и площадь, одноимённый парк и кладбище. С 2002 года существует Соломенский район.
Станция метро — Вокзальная.

## Географические координаты
50°26′08″ с. ш. 30°29′17″ в. д.